# Остик Григорій Станіславович
Григорій Станіславович (Стан(ь)кович) Остик (Осц(т)ік, Ост(ц)и(і)кович) гербу Труби (пом. 1519, Кєрнов) — державний і військовий діяч Великого князівства Литовського, маршалок двірський (господарський) (1492—1494), маршалок двірний (надвірний) (1494—1500; 1509—1519), воєвода троцький (1510—1519); староста анікштанський (1494—1500), мерецький (1494, 1495—1500, 1514), ушпольський (1510—1519), пенянський (1510—1519).

## Життєпис
Народився Григорій, імовірно, в 1470-х роках у Троках. Був сином намісника новогрудського Стан(ь)ка (Станіслава) Ости(і)ковича, онуком каштеляна віленського Христина Ости(і)ка.
Політичну кар'єру розпочав при дворі великого князя литовського Олександра Ягеллончика. 1492 року став маршалком двірським (господарським), 10 травня 1494 року, після запровадження посади маршалка двірного (надвірного) литовського, першим обійняв її. Тоді ж став старостою анікштанським, отримав староство мерецьке, володів останнім з перервами протягом 1494, 1495—1500 та 1514 років. Був одним із найближчих соратників великого князя Олександра.
Брав участь у московсько-литовських війнах (1487–1494, 1500–1503). У битві над Ведрошею 14 липня 1500 року, під час якої керував одним із відділів литовського війська, разом із гетьманом Костянтином Острозьким, Яном Літавором Хребтовичем, Міколаєм Глібовичем, Міколаєм Радзивілом та іншими Григорій Остик потрапив до московського полону. У вересні 1507 року, після втечі з полону князя Костянтина Острозького, інших полонених закували в кайдани, а деяких великий князь московський Василій III хотів скарати на смерть, зокрема й Григорія Остика. Останній був звільнений з полону в квітні 1509 року. Вийти на волю допомогла вдова Олександра Ягеллончика, сестра Василія III, княгиня Олена.
Після повернення з полону Остик повернув собі посаду двірного маршалка. 2 травня 1510 року Сигізмунд I Старий надав йому староства ушпольське та пенянське, підкресливши в документі надання, що ті староства тримав ще його дід Христин Остик. Навесні того ж року він, імовірно, перебував у складі литовської делегації в Кракові, яка обговорювала з польськими панами спільну боротьбу проти кримських татар. 20 червня цього року він став воєводою троцьким.
1511 року разом із воєводою віленським Міколаєм Радзивілом Григорій Остик виступив проти княгині Олени, запідозривши її в бажанні втекти до брата в Москву; він унеможливив її поїздку до Браслава й змусив залишитися в Троках.
Помер Григорій Остик у січні 1519 року в Кєрнові.

## Сім'я
Григорій Остик був одружений двічі. Вперше одружився наприкінці XV століття з Олександрою, донькою князя Петра Романовича Свірського. Подружжя мало трьох синів і доньку:
- Григорія[be] (пом. 1557) — крайчого литовського, воєводу новогрудського, каштеляна віленського, старосту ковенського та упитського;
- Станіслава[be] (пом. 1519) — крайчого литовського, воєводу полоцького, старосту пенянського й ушпольського;
- Юрія[be] (пом. 1546) — маршалка господарського, державцю анікштанського, дарсуніського[lt].
- Альжбету (Єлизавету) — дружину Міколая Станіславовича Кезґайла.

Другою дружиною Остика не раніше 1518 року стала вдова по Іванові Сапізі (пом. 1517) А(Е)льжбета (Єлизавета) (пом. між 1548 і 1552), донька воєводи полоцького Станіслава Глібовича. Спільних дітей не мали.

## Маєтності
Дідичні маєтності Григорія Остика знаходилися переважно у Вількомирському повіті, де він володів Алантою і Коварськом. Також, його володіння простягалися в Кєрновському, Упитському та Пенянському повітах. Наприкінці XV століття отримав як посаг за дружиною частину маєтку Мядель-Кобильнік (тепер — Нароч). 1494 року отримав привілей на маєтки Ґєґужин з Перелазами, данниками Пусікєвичами та пущу над Німаном. Привілеєм від 21 вересня 1499 року великий князь надав Остикові великі пущі на інфлянтському кордоні з двором і людьми, осілими над Віжуоною й дозволив йому локацію міста Ганусішки (тепер — Бальберішкіс). Від тещі Олени з Довґірдів отримав запис у тестаменті на 50 данників у Спяглі, на Лучаю та Кривому (чи Красному). 1516 року придбав частини Ворнян у родичів дружини. Викупив також у належні канонікові Анджеєві (Андрієві) Свірському частини Сирмежа і Мяделя. За надану під час війни позичку він отримав від великого князя Дарсунішки, а 1517 року Сигізмунд I надав йому Мейшаґолу; мав також землі біля Мушніків.